# Phương trình Navier–Stokes
Phương trình Navier-Stokes, là hệ các phuơng trình đạo hàm riêng miêu tả dòng chảy của các chất lỏng và khí (gọi chung là chất lưu), được đặt theo tên của kỹ sư-nhà vật lý người Pháp Claude-Louis Navier và nhà vật lý-toán học người Ireland George Gabriel Stokes. Họ đã phát triển những phuơng trình đó qua vài thập kỷ xây dựng dần dần từ lý thuyết, từ năm 1822 (Navier) đến năm 1842-1850 (Stokes). 
Phương trình Navier-Stokes diễn giải sự cân bằng động lượng và bảo toàn khối lượng đối với chất lưu Newton. Đôi khi chúng đi kèm với một phương trình trạng thái liên quan đến áp suất, nhiệt độ và khối lượng riêng. Chúng phát sinh từ việc áp dụng định luật 2 của Newton cho chuyển động của chất lưu, với giả thuyết rằng ứng suất trong chất lưu là tổng của phần tử nhớt khuếch tán (tỷ lệ với gradient của vận tốc) và áp suất - do đó nó mô tả dòng chảy nhớt. Sự khác nhau giữa chúng và các phương trình Euler ở chỗ các phương trình Navier-Stokes có tính đến độ nhớt, trong khi phương trình Euler thì chỉ mô tả dòng chảy không nhớt. Kết quả là, phương trình Navier-Stokes là phương trình parabol, do đó nó có tính chất giải tích tốt hơn, nhưng lại có ít cấu trúc toán học hơn (ví dụ chúng không bao giờ có thể tích phân toàn phần).
Phương trình Navier-Stokes rất hữu ích vì chúng mô tả bản chất vật lý của rất nhiều hiện tượng trong khoa học và kỹ thuật. Chúng được dùng để mô phỏng thời tiết, dòng hải lưu, dòng khí trong ống, và dòng chảy bao quanh cánh máy bay. Các phương trình Navier–Stokes, ở dạng đầy đủ và đơn giản, giúp ích cho việc thiết kế máy bay và ô tô, nghiên cứu về dòng máu, thiết kế các nhà máy điện, phân tích ô nhiễm và nhiều vấn đề khác. Cùng với các phương trình Maxwell, chúng có thể được sử dụng để lập mô hình và nghiên cứu thủy động lực học từ tính.
Các phương trình Navier–Stokes cũng rất được quan tâm theo nghĩa toán học thuần túy. Mặc dù có phạm vi sử dụng thực tế rộng rãi, nhưng vẫn chưa được chứng minh liệu nghiệm trơn có luôn tồn tại trong không gian ba chiều hay không, tức là liệu chúng có khả vi vô hạn (hoặc thậm chí chỉ bị chặn) tại tất cả các điểm trong miền hay không. Đây được gọi là bài toán tồn tại và trơn tru Navier–Stokes. Viện Toán học Clay đã gọi đây là một trong bảy bài toán mở quan trọng nhất trong toán học và đã treo giải thưởng trị giá 1 triệu đô la Mỹ cho một lời giải hoặc một phản ví dụ.

## Vận tốc dòng chảy
Nghiệm của phương trình là vận tốc dòng chảy. Nó là một trường vectơ—đối với mọi điểm trong chất lưu, tại bất kỳ thời điểm nào trong một khoảng thời gian, nó cho một vectơ có hướng và độ lớn bằng vận tốc của chất lưu tại điểm đó trong không gian và tại thời điểm đó trong thời gian. Nó thường được nghiên cứu theo ba chiều không gian và một chiều thời gian, mặc dù trường hợp hai chiều (không gian) và trạng thái ổn định thường được sử dụng làm mô hình và các trường hợp tương tự có nhiều chiều hơn được nghiên cứu trong cả toán học thuần túy và toán học ứng dụng. Khi trường vận tốc đã tính được, các đại lượng quan tâm khác như áp suất hoặc nhiệt độ có thể được tìm thấy bằng cách sử dụng các phương trình và quan hệ động học. Điều này khác với những gì người ta thường thấy trong cơ học cổ điển, trong đó nghiệm thường là quỹ đạo vị trí của một hạt hoặc độ lệch của một thể liên tục. Nghiên cứu vận tốc thay vì vị trí có ý nghĩa hơn đối với chất lỏng, mặc dù với mục đích trực quan, người ta có thể tính toán các quỹ đạo khác nhau. Cụ thể, các đường dòng của trường vectơ, được hiểu là vận tốc dòng chảy, là những đường mà một hạt chất lưu không khối lượng sẽ di chuyển dọc theo nó. Những đường này là các đường cong tích phân có đạo hàm tại mỗi điểm bằng trường vectơ và chúng có thể biểu diễn trực quan hành vi của trường vectơ tại một thời điểm.

## Thiết lập phương trình
Phương trình Navier-Stokes được xây dựng từ sự bảo toàn của khối lượng, động lượng, và năng lượng được viết cho một thể tích đang xem xét bất kì. Dạng tổng quát nhất của hệ phương trình Navier-Stokes là:
{\displaystyle \rho \left({\frac {\partial \mathbf {v} }{\partial t}}+\mathbf {v} \cdot \nabla \mathbf {v} \right)=-\nabla p+\nabla \cdot \mathbb {T} +\mathbf {f} }
Đây chỉ là định luật bảo toàn động lượng trong một chất lưu, chỉ là áp dụng định luật 2 của Newton cho một môi trường liên tục (continuum). Phương trình này thường được viết dưới dạng đạo hàm vật chất (substantive derivative hoặc material derivative), làm rõ đây chỉ là một áp dụng của định luật 2 Newton:
{\displaystyle \rho {\frac {D\mathbf {v} }{Dt}}=-\nabla p+\nabla \cdot \mathbb {T} +\mathbf {f} }
Vế phải của phương trình này là tổng của các lực tác động lên vật thể. {\displaystyle \nabla p} là gradient áp suất xuất hiện trong bất kì chất lưu nào. {\displaystyle \nabla \cdot \mathbb {T} } đại diện cho các lực biến dạng trong chất lỏng, thông thường là do các hiệu ứng của tính nhớt. {\displaystyle \mathbf {f} } đại diện cho các lực "khác", như là trọng lực.
Độ căng của sự biến dạng {\displaystyle \nabla \cdot \mathbb {T} } thường chứa nhiều ẩn số, vì vậy dạng tổng quát đó không thể áp dụng trực tiếp được cho bất kì bài toán nào. Vì vậy, các giả thiết về các hành vi biến dạng của một chất lỏng được đưa ra (dựa trên các quan sát trong tự nhiên) và giản hóa đại lượng này về các biến quen thuộc khác, ví dụ như vận tốc. Ví dụ, đại lượng này thường rút về {\displaystyle \mu \nabla ^{2}\mathbf {v} } khi chất lỏng là không nén được và có tính Newton.
Phương trình Navier-Stokes chỉ là một phát biểu của định luật bảo toàn động lượng. Để miêu tả toàn diện dòng chảy, cần phải có nhiều thông tin hơn (phụ thuộc vào các giả thiết đưa ra), bao gồm bảo toàn khối lượng, bảo toàn năng lượng, hay là một phương trình trạng thái.
Bất kể các giả thiết về các chất lưu như thế nào, một phát biểu của bảo toàn khối lượng là gần như thiết yếu. Điều này đạt được biểu diễn bởi phương trình liên tục, với dạng tổng quát nhất là:
{\displaystyle {\frac {\partial \rho }{\partial t}}+\nabla \cdot (\rho \mathbf {v} )=0}

## Dòng chảy không nén được của các chất lưu có tính Newton
Đa số các công trình nghiên cứu về phương trình Navier-Stokes được tiến hành dưới một giả thiết về một dòng chảy không nén được cho các chất lưu Newton. Giả thiết về dòng không nén được thường vẫn đúng khi xét đến các dòng chảy "nén được", ví dụ như là không khí ở nhiệt độ trong phòng (ngay cả khi dòng chảy lên đến tốc độ Mach 0.3). Nếu như xét thêm đến giả thiết về tính không nén được và giả sự độ nhớt của chất lỏng là hằng số, hệ phương trình Navier-Stokes sẽ được viết như sau (theo dạng vectơ):
{\displaystyle \rho \left({\frac {\partial \mathbf {v} }{\partial t}}+\mathbf {v} \cdot \nabla \mathbf {v} \right)=-\nabla p+\mu \nabla ^{2}\mathbf {v} +\mathbf {F} }
f đại diện cho các lực "khác" trên từng đơn vị thể tích, như là trọng lực hay là lực ly tâm. Nếu quan sát ý nghĩa của từng hạng tử trong công thức:
{\displaystyle \overbrace {\rho {\Big (}\underbrace {\frac {\partial \mathbf {v} }{\partial t}} _{\begin{smallmatrix}{\text{Gia tốc}}\\{\text{tức thời}}\end{smallmatrix}}+\underbrace {\mathbf {v} \cdot \nabla \mathbf {v} } _{\begin{smallmatrix}{\text{Gia tốc}}\\{\text{đối lưu}}\end{smallmatrix}}{\Big )}} ^{\text{Quán tính}}=\underbrace {-\nabla p} _{\begin{smallmatrix}{\text{Gradient}}\\{\text{áp suất}}\end{smallmatrix}}+\underbrace {\mu \nabla ^{2}\mathbf {v} } _{\text{độ nhớt}}+\underbrace {\mathbf {f} } _{\begin{smallmatrix}{\text{lực}}\\{\text{khác}}\end{smallmatrix}}}
có thể nhận thấy rằng chỉ có các hạng tử đối lưu là phi tuyến cho các chất lưu Newton không nén được. Gia tốc đối lưu chỉ là một gia tốc gây ra bởi một thay đổi (có thể là đều) trong vận tốc so với vị trí, ví dụ như là gia tốc của dòng chảy khi đi qua một ống phụt (nozzle) hội tụ. Mặc dù từng phần tử riêng rẽ của dòng chảy đã được gia tốc nhưng trường của dòng chảy (sự phân bố của vận tốc) không cần phải phụ thuộc vào thời gian.
Một quan sát quan trọng khác là độ nhớt được đại diện bằng toán tử Laplace của trường vectơ vận tốc. Từ điều này có thể suy ra rằng độ nhớt mang tính Newton là sự tiêu tán động lượng, cũng giống như là sự tiêu tán của nhiệt được thấy trong phương trình nhiệt (liên quan đến toán tử Laplace).
Nếu ảnh hưởng của nhiệt độ không đáng kể, thì cần có một phương trình khác là phương trình liên tục. Với giả thiết không nén được, mật độ là hằng số thì phương trình sẽ đơn giản thành:
{\displaystyle \nabla \cdot \mathbf {v} =0}
Đây là một phát biểu đặc biệt của định luật bảo toàn khối lượng (xem toán tử div).

## Tính chất

### Tính phi tuyến
Phương trình Navier-Stokes là các phương trình vi phân từng phần phi tuyến trong trường hợp tổng quát, do đó tồn tại trong hầu hết mọi tình huống thực tế. Trong một số trường hợp như dòng chảy một chiều và dòng Stokes (hoặc dòng chảy leo), các phương trình có thể được đơn giản hóa thành phương trình tuyến tính. Tính phi tuyến làm cho hầu hết các vấn đề trở nên khó khăn hoặc không thể giải được và là nguyên nhân chính gây ra dòng chảy rối mà các phương trình mô phỏng.
Tính phi tuyến là do gia tốc đối lưu, đó là gia tốc gắn liền với sự thay đổi vận tốc theo vị trí. Do đó, bất kỳ dòng đối lưu nào, dù có dòng rối hay không chảy rối, sẽ liên quan đến tính phi tuyến. Một ví dụ về dòng chảy đối lưu như dòng chảy tầng (không chảy rối) của chất lỏng nhớt (ví dụ, dầu) qua một ống thu nhỏ. Những dòng chảy như vậy, dù có thể giải được chính xác hay không, thường được nghiên cứu và hiểu kỹ lưỡng.

### Tính rối
Sự chảy rối là hành vi hỗn loạn phụ thuộc vào thời gian được thấy trong nhiều dòng chất lỏng. Người ta thường tin rằng đó là do quán tính của chất lỏng nói chung: đỉnh điểm của sự phụ thuộc vào thời gian và gia tốc đối lưu; do đó các dòng chảy trong đó hiệu ứng quán tính nhỏ có xu hướng chảy tầng (số Reynolds quy định mức độ ảnh hưởng của quán tính đối với dòng chảy). Mặc dù không biết chắc chắn, người ta tin rằng các phương trình Navier–Stokes mô tả sự nhiễu loạn một cách chính xác.

### Khả năng ứng dụng
Cùng với các phương trình bổ sung (ví dụ, bảo toàn khối lượng) và các điều kiện biên được xây dựng tốt, các phương trình Navier–Stokes dường như mô hình hóa chuyển động của chất lỏng một cách chính xác; ngay cả những dòng chảy rối dường như (trung bình) cũng phù hợp với những quan sát trong thế giới thực.
Phương trình Navier–Stokes giả định rằng chất lưu đang được nghiên cứu là một chất liên tục (nó có khả năng phân chia vô hạn và không bao gồm các hạt như nguyên tử hay phân tử) và không chuyển động trong thuyết tương đối hẹp. Ở quy mô rất nhỏ hoặc trong những điều kiện khắc nghiệt, chất lưu thực được tạo thành từ các phân tử rời rạc sẽ tạo ra kết quả khác với chất lỏng liên tục được mô hình hóa bởi các phương trình Navier–Stokes. Ví dụ, tính mao dẫn của các lớp bên trong chất lỏng xuất hiện đối với dòng chảy có gradient cao. Đối với các bài toán có số Knudsen lớn, phương trình Boltzmann có thể là một sự thay thế phù hợp. Nếu không, người ta có thể phải dùng đến động lực phân tử hoặc các phương pháp lai khác nhau.
Một hạn chế khác là đơn giản hóa tính chất phức tạp của các phương trình. Các công thức đã được thử nghiệm theo thời gian cho các họ chất lưu thông thường, nhưng việc áp dụng các phương trình Navier–Stokes cho các họ chất lưu ít phổ biến hơn có xu hướng dẫn đến các công thức rất phức tạp và thường dẫn đến các vấn đề nghiên cứu mở. Vì lý do này, các phương trình này thường được viết cho chất lưu Newton trong đó mô hình nhớt là tuyến tính; các mô hình tổng quát thực sự cho dòng chảy của các loại chất lỏng khác (chẳng hạn như máu) không tồn tại.